# George Westinghouse
George Westinghouse (New York, 6. listopada 1846. – New York, 12. ožujka 1914.), američki izumitelj i industrijalac.
Prvi izum, kojim se proslavio, bio je zračna kočnica za lokomotive. Razvoju elektrotehnike dao je veliki doprinos svojim angažmanom u oštrom sukobu između Tesle i Edisona, odnosno u favoriziranju Teslina polifaznog sustava izmjenične struje ispred Edisonove istosmjerne. Pružio je podršku Tesli, uvjeren da njegovo rotacijsko polje ima budućnost i omogućuje napredak u elektrotehnici. Njegova tvrtka sagradila je na Niagari prvu električnu centralu s polifaznim sustavom, čime je Teslino djelo počelo osvajati svijet.

## Životopis
Živio je i radio uglavnom u Pittsburghu, a tijekom radnoga vijeka registrirao je više od 360 patenata, koji su se većinom odnosili na električnu energiju i elektroindustriju, na željeznicu te na iskorištavanje prirodnoga plina. Već jedan od prvih njegovih izuma, željeznička kočnica sa stlačenim zrakom (1869.), koja se i danas rabi u vlakovima, teškim kamionima i autobusima, učinio ga je slavnim i bogatim. Prije toga izumio je rotirajući parni stroj i konstrukciju za vraćanje željezničkog vagona na tračnice nakon iskliznuća. Slijedili su izumi u vezi sa signalnim sustavom na željeznici i željezničkim skretnicama te uređajima za iskorištavanje prirodnoga plina iz naftnih bušotina, za plinovode i za distribucijsku plinsku mrežu u gradovima itd. Uočio je prednosti izmjenične struje pred istosmjernom u prijenosu električne energije i u primjeni za pogon električnih strojeva. Godine 1886. osnovao je Westinghouse Electric Company (poslije → Westinghouse Electric Corporation), otkupio Tesline patente s područja izmjenične struje i uveo sustav izmjenične struje u SAD, čime je nadvladao pristaše istosmjerne struje, među kojima je bio i T. A. Edison. Na Svjetskoj izložbi u Chicagu 1893. prikazao je sustav izmjenične struje putem impresivne električne rasvjete, a u hidroelektranu na slapovima Niagare ugradio je Tesline generatore. Svojim izumima, idejama i tehničkim poboljšanjima pridonio je i razvoju telefonske mreže, parnih turbina, električnih lokomotiva i dr. Westinghouse je bio vodeći američki industrijalac svojega doba, osnivač mnogobrojnih tvrtki i tvornica te poslodavac za 50 000 radnika.